# Những linh hồn chết
Những linh hồn chết (tiếng Nga: Мертвыя души moóc-tvư-ya du-si, tiếng Ukraina: Мертві душі) là một tiểu thuyết bằng văn phạm Nga tiền cải cách của văn hào Nikolay Vasilyevich Gogol.
Tác giả đã mất nhiều năm biên soạn công trình này, nhưng đến lúc chết vẫn chưa hoàn thành được. Tập đầu trong số 3 tập dự kiến của tác phẩm đã được xuất bản vào năm 1842 thuật lại những chuyến phiêu lưu phi lý của Chichikov. Trong tập này, tất cả đời sống xã hội của nước Nga đã xuất hiện ở trong đó. Khi được xuất bản lần đầu ở Nga nó đã gây nên một sự chấn động đến đời sống xã hội Nga do nó động chạm đến tầng lớp địa chủ và chế độ thống trị Nga hoàng khi đó và gây cho tác giả những áp lực lớn. Tập tiếp theo, ông đã soạn tái soạn hồi rất nhiều lần nhưng khi sắp tạ thế, ông lại đốt đi các thủ cảo. Hiện nay chỉ còn lại một số chương nên nửa sau của tác phẩm chỉ là những đoạn rời. Mặt khác, ban đầu, tác giả chỉ dự định sẽ thực hiện tác phẩm bằng thể loại sử thi.
Những độc giả Anh ngữ lúc đầu chỉ được biết tác phẩm này như là một tài liệu mang tính xã hội của một nước Nga đầu thế kỷ XIX. Tới năm 1942, đúng một trăm năm sau khi tác phẩm được ra mắt lần đầu, các độc giả Anh ngữ mới được đọc một bản dịch tiếng Anh hoàn chỉnh của tác phẩm này qua bản dịch của Bernard Guibert Guerney, khi đó họ mới nhận ra tầm vóc khổng lồ của Gogol, sự sáng tạo về ngôn ngữ, và tính chất hư cấu đầy huyễn mộng của ông.

## Lịch sử
Nguyên ủy nhan đề của tác phẩm, như được ghi trên tranh minh họa ở trang bìa, là "Những cuộc phiêu lưu của Chichikov, hay là Những linh hồn chết. Poema", rồi được rút ngắn thành "Những linh hồn chết". Ở Đế quốc Nga, trước khi bãi nông nô chế năm 1861, địa chủ toàn quyền chiếm hữu nông nô. Những người nông nô thường được xem là tài sản của địa chủ. Địa chủ có thể mua bán hoặc thế chấp họ, giống như mọi tài sản nào khác. Để đếm số lượng nông nô (và nói chung là để đếm người), từ đo lường được dùng là "linh hồn" (dusha), ví dụ như "sáu linh hồn nông nô". Cốt truyện của tiểu thuyết này dựa trên "những linh hồn chết", hay nói cách khác chính là những người nông nô đã chết, nhưng vẫn được tính là tài sản của địa chủ. Xét trên một khía cạnh khác, tiêu đề này hàm ý chỉ các nhân vật trong tiểu thuyết, tất cả họ đều là "những linh hồn đã chết", đại diện cho những khía cạnh khác nhau của poshlost (một danh từ tiếng Nga có thể hiểu là "dâm tục") về đạo đức và tinh thần, ý nói tới sự tầm thường, giả dối và kiêu ngạo của tầng lớp trung lưu ở nước Nga thời đó. Tác phẩm này cũng được coi là một tiểu thuyết picaresque (giống như Don Quixote của Cervantes) - một thể loại văn học chưa xuất hiện ở Nga thời điểm lúc bấy giờ.
Phần đầu tiểu thuyết này nhằm xây dựng một Inferno (Luyện ngục) trong Thần khúc của thời hiện tại. Gogol tiết lộ một bức tranh toàn cảnh về xã hội mục ruỗng, thối rữa nước Nga sau cuộc chiến chống quân Pháp xâm lược. Giống như trong nhiều truyện ngắn khác của Gogol, yếu tố phê phán, lên án xã hội trong Những linh hồn chết được thể hiện độc đáo qua văn phong châm biếm đầy tính hài hước, trào phúng và khó tin. Tuy nhiên, khác với truyện ngắn, tác phẩm Những linh hồn chết có xu hướng hướng tới vấn đề tìm ra giải pháp hơn là đơn thuần chỉ ra vấn đề. Ý đồ lớn lao này chưa được nhận ra rõ vào thời điểm Gogol qua đời. Tác phẩm Những linh hồn chết không bao giờ được hoàn thành, cơ bản chỉ có phần đầu, ảm đảm hơn của tác phẩm là được nhớ tới.

## Nội dung
Tác phẩm thuật lại những chuyến phiêu lưu đầy phi lý và rất nhiều công phu của Chichikov, một người thanh niên cấp tiến thuộc xã hội trung lưu nước Nga. Chichikov đã đi khắp đất nước để tìm mua những tá điền, những nô lệ chết mà địa chủ chưa kịp khai báo, chưa kịp gạch tên trong sổ với mục đích cầm cố, vay tiền nhà nước và bịp biết bao người khác. Tập truyện mô tả đủ các loại địa chủ, tựu trung đều nhàn hạ, biếng trễ, keo kiệt, tham lam, bóc lột nông dân một cách vô cùng tàn bạo.

## Phong hóa

### Phê bình
Tập đầu Những linh hồn chết dựng lên cả một bức tranh rộng lớn về nước Nga dưới chế độ nông nô. Các địa chủ do Gogol sáng tạo trong cuốn sách này đều trở nên những điển hình bất hủ.

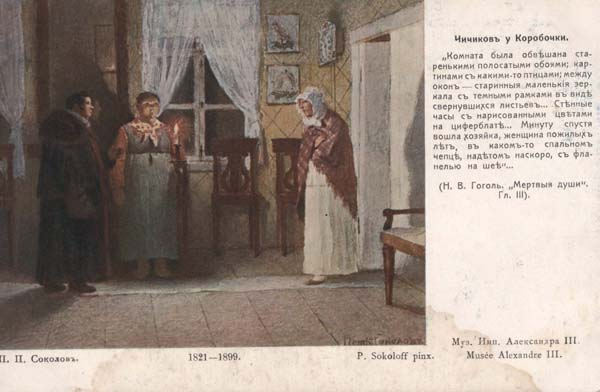
Chichikov ở trong nhà phu nhân Korobochka.

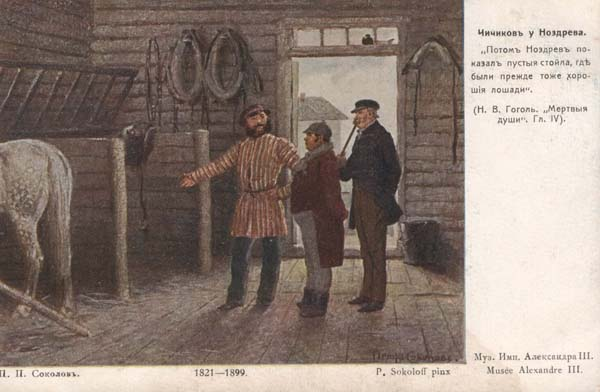
Chichikov và Nozdryov.

Những linh hồn chết là một sự cáo trạng lên án và chống lại các giai cấp bóc lột thống trị. Cùng với lòng căm thù đối với các địa chủ là nhiệt tình của tác giả đối với tổ quốc, lòng tin tưởng vào tương lai dân tộc, ước mong một cuộc sống tự do và hạnh phúc cho nhân dân. Với một lối văn điêu luyện và cách xử dụng ngôn ngữ tài tình, Những linh hồn chết được xem là một bản trường ca mặc dầu viết bằng văn xuôi.
Những linh hồn chết như là thiên trường ca về những thứ dung tục và tầm thường, phù phiếm và hư vô, nó phơi bày sự trống rỗng, vô nghĩa bao trùm lên cuộc sống mà tác giả quan sát được. Cuốn sách là một cơn cười dài trước một tấn trò đời ngồn ngộn. Bao nhiêu là kỳ quặc, trớ trêu, dở khóc dở cười trên hành trình rong ruổi qua những nông trang nước Nga để mua nông phu chết của Chichikov. Hắn ta là người hay là quỷ, là một tên đại bịp hay là một đấng cứu thế? Hắn biết hành xử như một quý nhân trọng vọng nhưng cũng luồn cúi xum xoe lúc cần thiết, hắn thiên biến vạn hóa, đeo vô số mặt nạ, và cũng chính vì thế không ai biết hắn là ai.
Tiểu thuyết của đại văn hào Gogol tái hiện lên một bức tranh sinh động về xã hội Nga với biết bao nhiêu mô tả về văn hóa, phong tục tập quán và con người Nga bằng một thứ ngôn ngữ chảy ra từ "những chốn sâu thẳm của nước Nga", rất đời, rất tài tình và trác tuyệt. Mở đầu tác phẩm, nhân vật Chichikov vốn là một công chức đã thôi việc hiện lên với cỗ xe ngựa lóc cóc đi vào một tỉnh lị nọ, tất bật chuẩn bị cho kế hoạch chiếm được cảm tình của tất tần tật những kẻ có chức, có quyền hoặc đơn giản có tiềm năng để hắn ta lợi dụng. Quả là một người lịch thiệp vẹn toàn trong giới xã giao. "Nói đến y, tỉnh trưởng gọi y là một người đầy thiện ý, chưởng lý gọi là một người tài ba, đại tá cảnh binh gọi là một người uyên bác, chánh án gọi là một người học thức và đáng trọng; cảnh sát trưởng gọi là một người đáng quý, đáng mến; bà cảnh sát trưởng gọi là con người lịch sự nhất, dễ ưa nhất". Sau đó, hắn thừa cơ dư luận tốt đẹp ấy, ghé thăm các điền chủ địa phương với mục đích mua của họ "những linh hồn chết", tức những nông nô đã chết song vẫn phải trả tiền thuế thân vì chưa đến kỳ kiểm tra dân số mới.
Trong hành trình tìm mua linh hồn chết kì quái này, Chichikov gặp bao nhiêu người, bao nhiêu cảnh ngộ, từng gương mặt điển hình của nông thôn Nga hiện lên, sống động, tài tình, này thì anh chàng tẻ ngắt Manilov, này thì bà góa bủn xỉn, lẩm cẩm Korobochka, gã nghiền rượu xốc nổi Nozdrev, "con buôn" thô lỗ Sobakevich, rồi lão nhà giàu mà hà tiện thích nhặt nhạnh Plyushkin. Đó đều là những kẻ dường như "hiện hữu mà như không hiện hữu, sống mà như đã chết rồi" nhưng lại là đại diện cho những thói xấu của giới quý nhân điền chủ mà Gogol muốn lật tẩy. : Gặp một người nào đó, Chichikov lại đeo những chiếc mặt nạ khác nhau hòng đạt được mục đích. Mọi thứ về Chichikov đều rất đáng ngờ, mọi thứ hắn ta tỏa ra đều có sắc màu giả dối, hắn ta không mang một nhân dạng cụ thể, không có bản sắc cá nhân, hắn ta đổi giọng nói, cách cư xử khi cần thiết, tất cả chỉ là những mặt nạ hắn ta trưng ra để lợi dụng người đối diện, Chichikov không là ai mà cũng là tất cả. Đến cả hai nô bộc của Chichikov cũng ngây thơ và mù mờ về ông chủ của mình, họ thực sự tin rằng ông chủ là người đức độ, sở hữu hàng trăm nông nô còn sống, còn khỏe mạnh và hăng say lao động.
Sau khi thu mua trên giấy tờ được khoảng bốn trăm nông nô chết, Chichikov quay trở lại thành phố, "vinh quy" trong sự mến phục của bao kẻ lầm tưởng hắn ta là triệu phú thực thụ. Cái sức mê hoặc kín đáo của mấy chữ "triệu phú" làm cho cả những kẻ sang giàu lẫn dân bần hàn đều thay đổi nhãn quan về y, gán cho y những đức tính cao đẹp tuyệt vời. Thế là, "nhà triệu phú được đặc quyền biết đến sự đê tiện không vị lợi, được ngắm nó trần truồng ; khối người biết là không mong chờ gì ở nhà triệu phú, nhưng thấy hắn là vẫn chạy như bay đến, cúi chào, mỉm cười, và cứ thế, hễ chưa được mời ăn bữa chiều với hắn là chưa chịu thôi". Chuyện mua bán nông nô chết bị rò rỉ, người đời cảm thấy hoang mang tột độ và trở nên cảnh giác. "Thật tình thì chẳng ai biết thứ gì thật đúng về nhân vật ấy cả; chính y cũng nói về mình với những lời lẽ rất mơ hồ; nào là những bất hạnh mà y phải trả qua vì lòng yêu chuộng công lý, nào là những kẻ thù cố tình săn đuổi để sát hại y". Câu hỏi, đến bây giờ mới được đặt ra, trong muộn màng, vậy thì y là người như thế nào? Tất cả đều cuống quýt, cuồng quay trong cơn sốt nóng. Không ai chấp nhận sự thực giản đơn rằng, hắn ta chỉ là một tên lưu manh theo đuổi kế hoạch mua nông nô chết rồi đem thế chấp vay tiền nhà nước qua ngân hàng. Tất cả các nhân vật xoay quanh Chichikov đều dựng lên những câu chuyện giật gân về hắn ta, giống như cách chúng ta vẫn yêu thích những thuyết âm mưu thú vị thay vì nghe những tiểu tiết nhàm chán của lòng tham và sự thối rữa của nhân cách con người, và cũng rất giống như Gogol đã viết: "Các người không muốn nhìn thấy sự thấp kém của con người bị phơi bày ra đâu!".

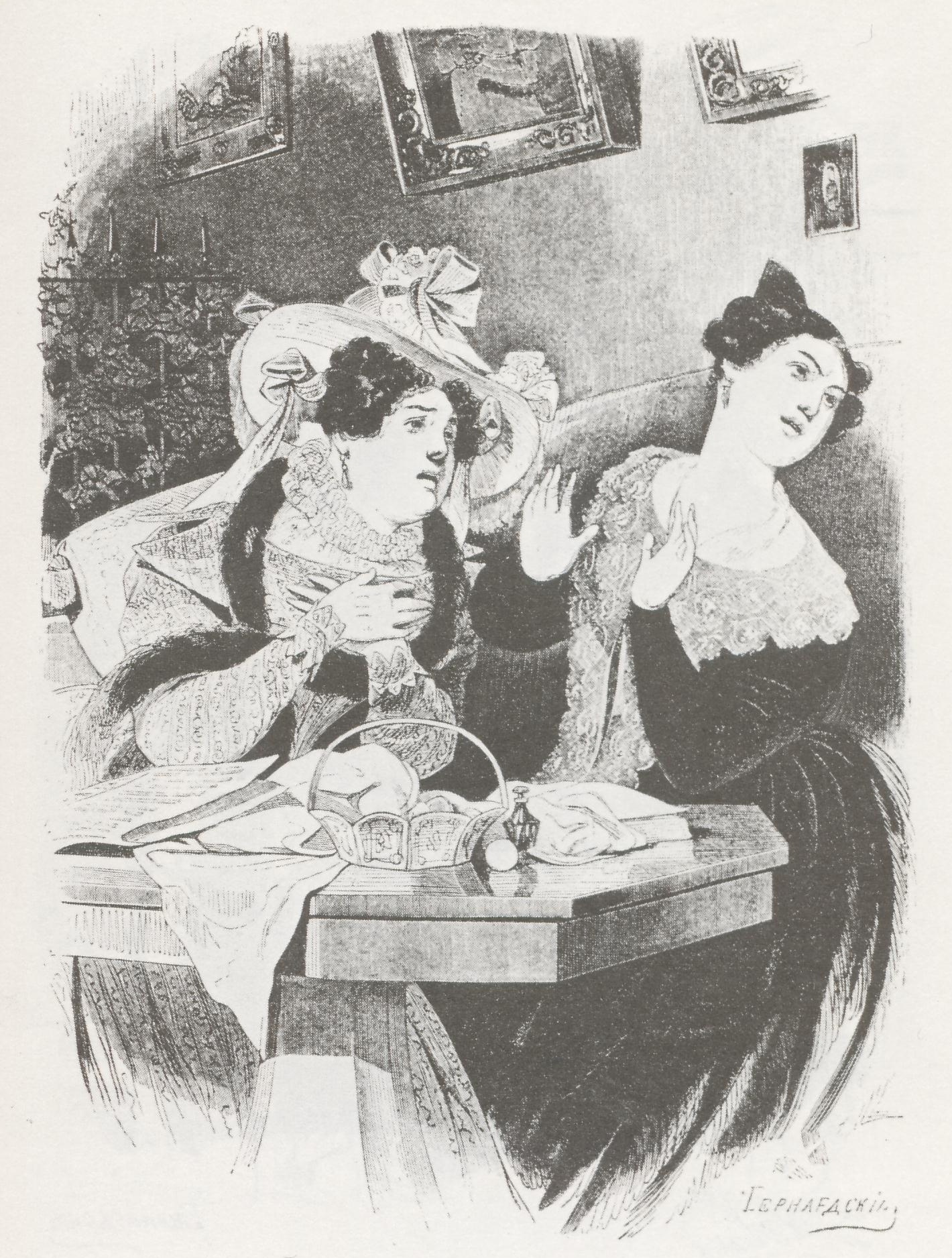
Illustration by Aleksandr Agin: The Simply Pleasant Lady and The Lady Who Is Pleasant In All Respects

Vladimir Nabokov, trong một cuốn sách của ông viết về Gogol, đã mô tả nhân vật một cách sâu sắc: "Hắn ta là một bong bóng sà phòng do ác quỷ thổi". Một bong bóng sà phòng phập phồng, một con số không về nhân dạng, các hành động bị điều phối với những lực lượng ma quỷ, ai biết vì đâu. Món đồ mà Chichikov trân quý nhất là một cuốn sổ cái ghi tên hết những nông phu chết đã mua được của hắn. Hắn thường mở cuốn sổ cái ấy ra, trong phút giây hào sảng, ngất ngây, tưởng tượng lại cuộc đời và cái chết của họ, giờ đây, hắn giữ họ trong lòng bàn tay, để đổi lấy những đồng tiền bất chính và nhơ bẩn. Hắn lần theo dấu chân của Thần Chết, lùng sục các tờ báo về tin tức về hỏa hoạn, nạn đói hoặc dịch bệnh – bất cứ điều gì có vẻ hứa hẹn một vụ mùa bội thu các linh hồn chết.
Gogol đã hướng ngòi bút của mình đến "tất cả những điều nhỏ mọn nhớp nhúa bao quanh cuộc sống của chúng ta", để độc giả vỡ ra những tiếng cười, mặc dù nằm sâu dưới những tiếng cười ấy là những suy tưởng khôn dứt về bản chất người, về sự lụi tàn và chết chóc. "Anh nhìn vào một câu chuyện hài, càng lâu và càng cẩn trọng hơn thì câu chuyện đó càng trở nên buồn thảm hơn" (Nikolay Gogol). Gogol vẫn luôn cật vấn bản thân: liệu sự hài hước có thể cứu rỗi linh hồn Nga hay không? Nhưng rõ ràng tiếng cười thể hiện sự tỉnh táo, nó có khả năng đầy lùi những cái ác, cái giả tạo, phù phiếm, thói đạo đức giả, nhưng tất nhiên, trong âm thầm và lặng lẽ. Cho nên, Những linh hồn chết là thiên trường ca về những cái dâm tục phù hoa chính vì nó nói về những điều phi tâm linh nhất mà nó trở thành một tiểu thuyết tâm linh (spiritual), có thể so sánh với tác phẩm Lũ người quỷ ám của Dostoyevsky xoay quanh những con người sống với cuộc đời hư vô (nihilism) tuyệt đối. Nó cũng đã phơi bày sự trống rỗng, vô nghĩa bao trùm lên cuộc sống mà tác giả quan sát được.
Vladimir Nabokov, tác giả tiểu thuyết Lolita, cho rằng thiên tài độc đáo của Gogol không liên quan gì đến chuyện phê bình xã hội, Gogol đã đơn giản là nhìn thấu suốt chiều sâu của tâm hồn con người. Nabokov không muốn đọc Những linh hồn chết như một tiểu thuyết châm biếm mang trong nó sứ mạng cải cách lớn lao mà muốn nhìn nhận nó như một tấm gương tài tình để độc giả soi chiếu những tầng sâu bản thể, dò xét đến tận nguyên lý của dục vọng con người: "Trong con người, cái gì cũng biến đổi rất chóng, chỉ trong một nháy mắt là một con sâu ghê gớm lớn lên trong bản thân chúng ta và hút hết mọi sinh chất của ta. Và nhiều lần, cái dục vọng, rộng lớn hay hẹp hòi, phát triển lên trong một con người, vốn sinh ra để xây dựng một sự nghiệp tốt đẹp, đã làm cho nó quên những bổn phận lớn lao và thần thánh để chạy theo những vật nhỏ nhặt không ra gì. Dục vọng của người ta nhiều vô số, chẳng khác nào cát biển, và có cái nào giống cái nào đâu; nhưng tất cả, dù đê hèn hay cao quý, thì khi mới sinh ra cũng đều lệ thuộc vào người ta, rồi sau đều thành ra bạo chúa với người ta cả. Sung sướng thay kẻ chọn được dục vọng cao quý nhất, hạnh phúc vô biên của họ lớn lên, tăng thêm từng giờ từng phút, và càng ngày họ càng vào sâu hơn trong thiên đường vô tận của linh hồn. Nhưng có những dục vọng mà quyền lựa chọn không phải ở con người, chúng sinh ra cùng một lúc với người, và người không đủ sức để tách mình ra khỏi chúng; chúng có một sức thu hút người ta liên miên, trọn đời".
Đọc tác phẩm này, bạn có thể cười đến chảy cả nước mắt. Cười vào Chichikov, cười người, cười ta trong cơn mê muội tuyệt đối. Ta luôn biết, từ trong xương tủy rằng mỗi người đều đeo mang một Chichikov trong mình, như vận số đã định, như một niềm bí ẩn khôn dò. Còn theo quan điểm Mác-xít, ở cuốn Từ điển Văn học, tác phẩm này được giảng như sau:
| “ | Cũng như trong toàn bộ sáng tác của mình, ở đây Gôgôn đã sử dụng tiếng cười tích cực như một vũ khí lợi hại, sắc bén, tấn công liên tiếp, dữ dội các giai cấp thống trị của nước Nga nông nô chuyên chế. Bọn địa chủ quý tộc quản lý điền trang ra sao, bọn quan lại cai quản quốc gia thế nào, bọn tư sản làm giàu bằng những thủ đoạn gì, nhân dân Nga sống khổ cực đến mức nào và nước Nga sẽ đi về đâu, đó là những vấn đề cấp bách của thời đại được nhà văn can đảm đề cập đến, vạch trần tất cả sự thật "làm chấn động cả nước Nga". Bên cạnh "những linh hồn chết" ấy, là hình tượng nhân dân và nước Nga vừa khổ đau bất lực, vừa mang trong mình những sức lực và khả năng tiềm tàng vô tận...Tác phẩm lên án "những linh hồn chết" đang thống trị nước Nga, tố cáo mãnh liệt ách áp bức bóc lột nhân dân, tình trạng quan liêu thối nát của nhà nước chuyên chế. Nhà văn yêu nước đã xây dựng hình tượng nước Nga như cỗ xe tam mã đang băng băng lao về phía trước không sức gì cản nổi; nhưng câu hỏi "nước Nga đi về đâu?" thì vẫn chưa có câu trả lời trong tác phẩm. | ” |

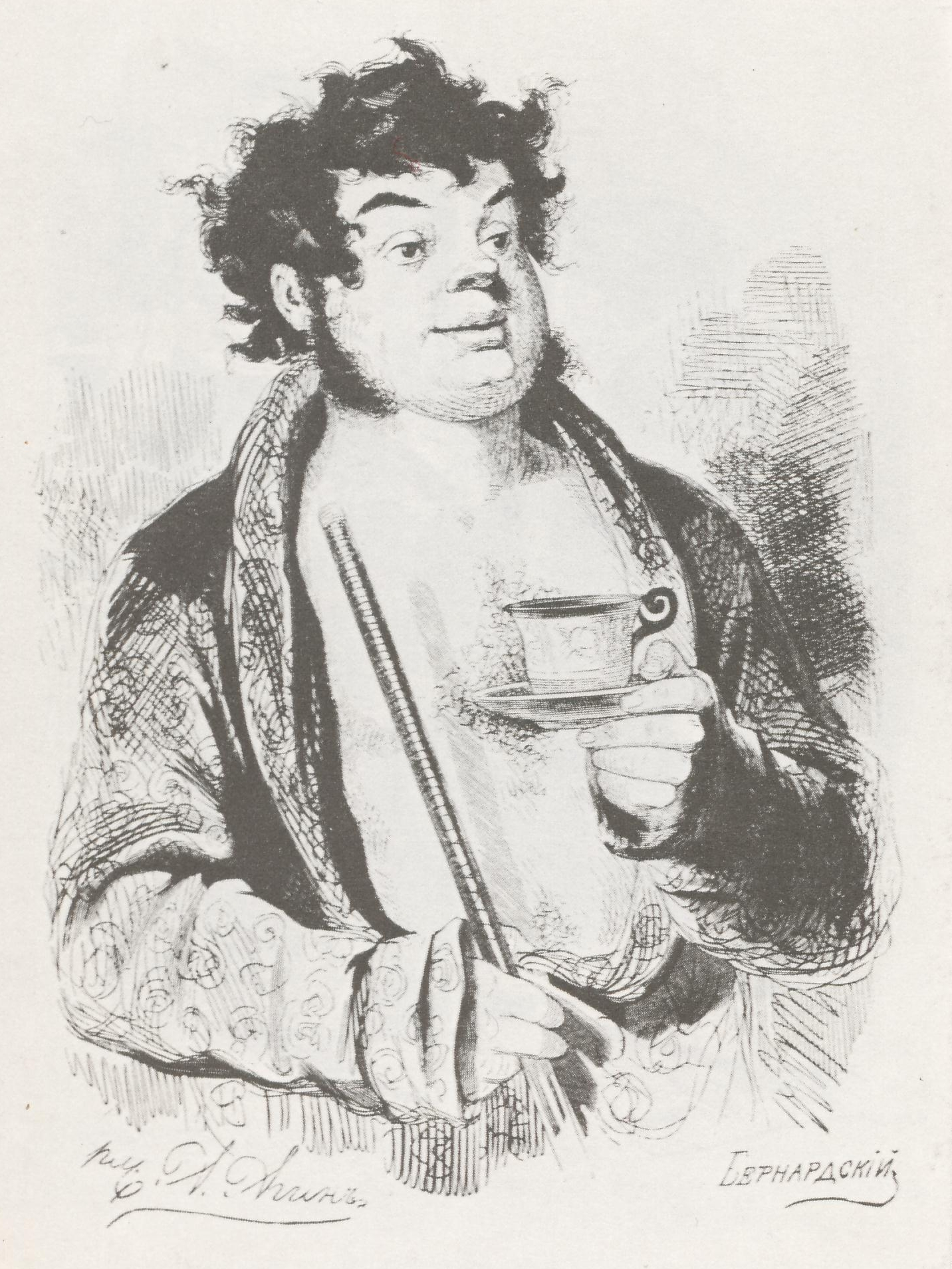
Ноздрёв А. А. Агина
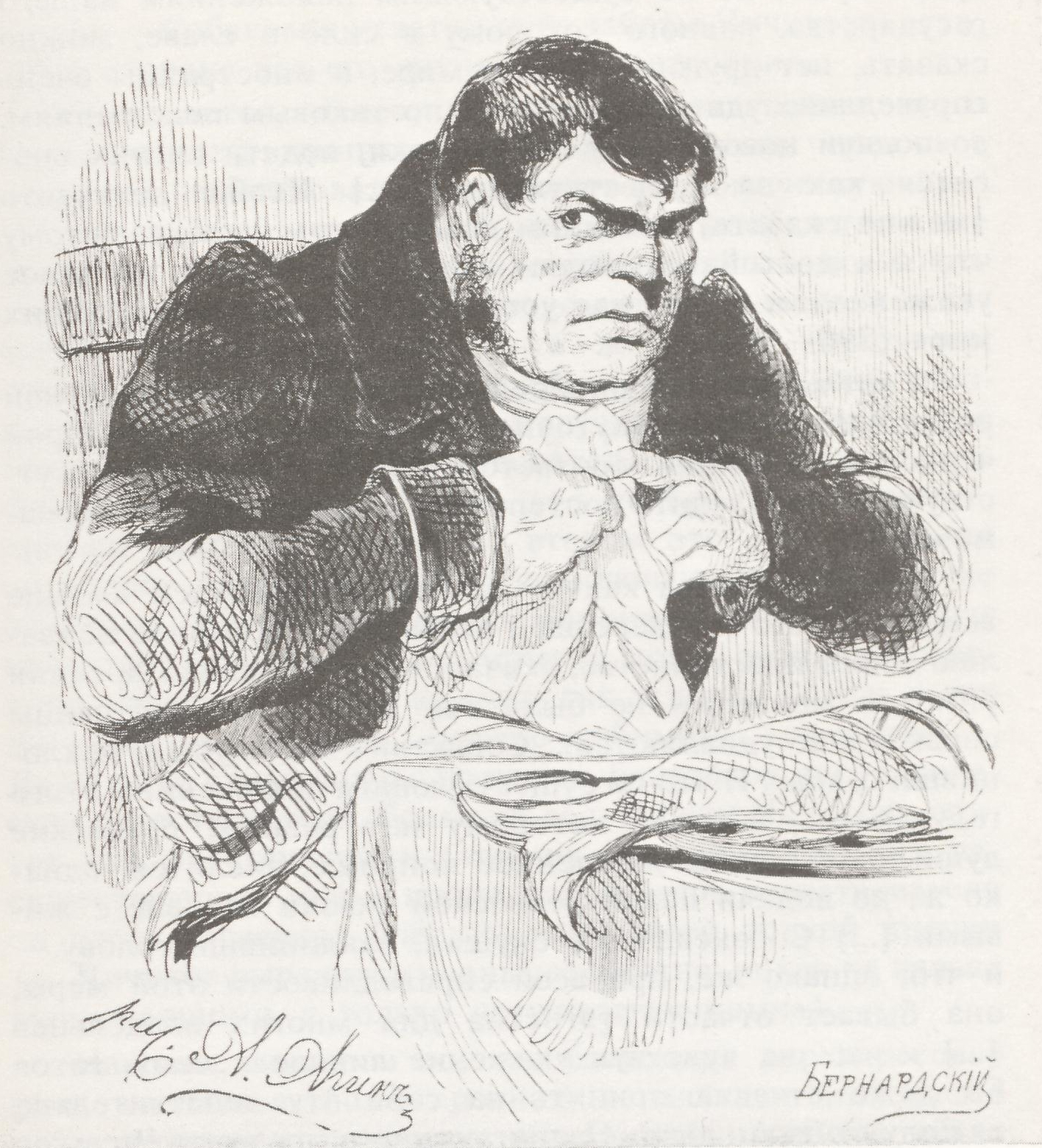
Собакевич А. А. Агина
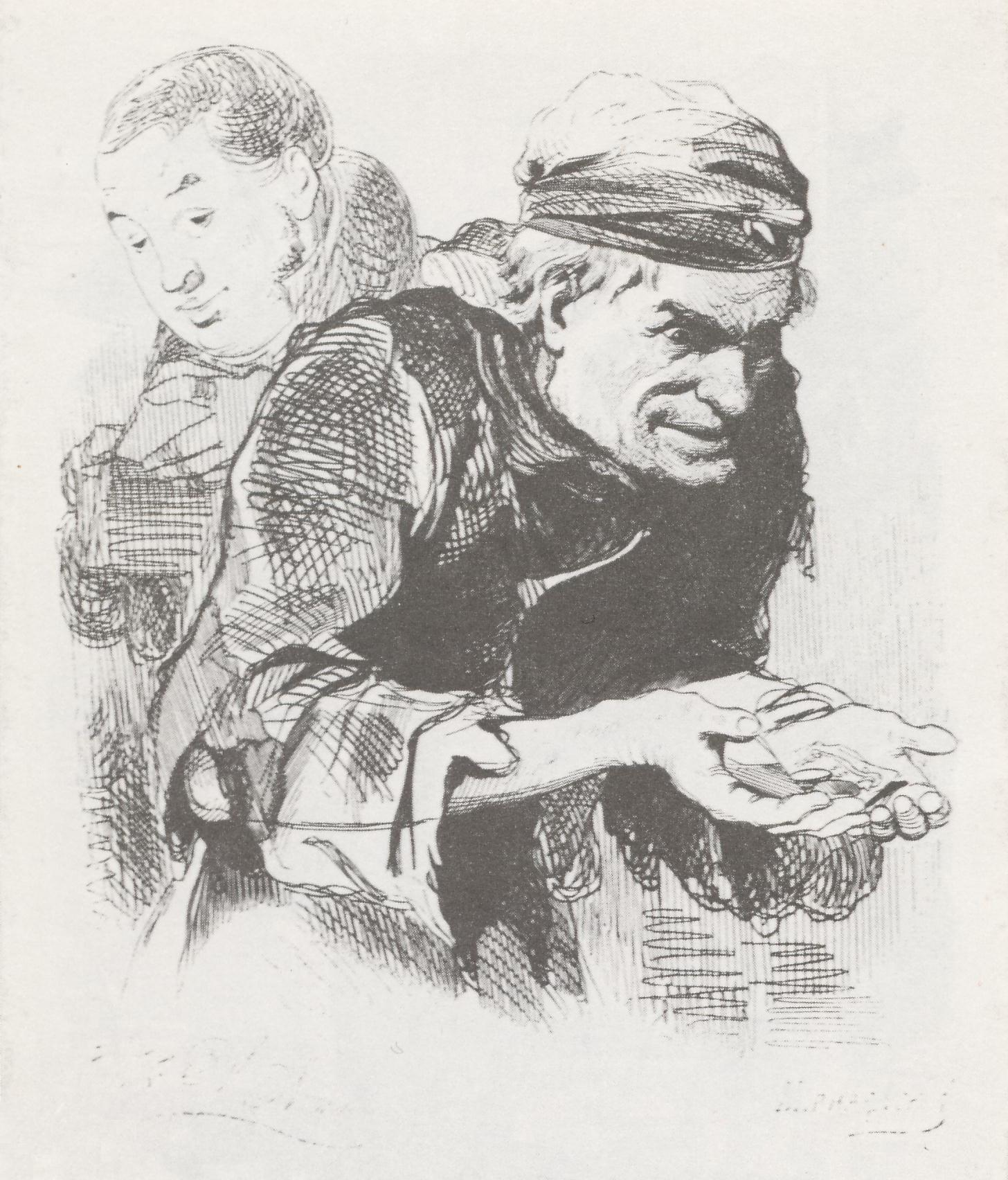
Плюшкин А. А. Агина
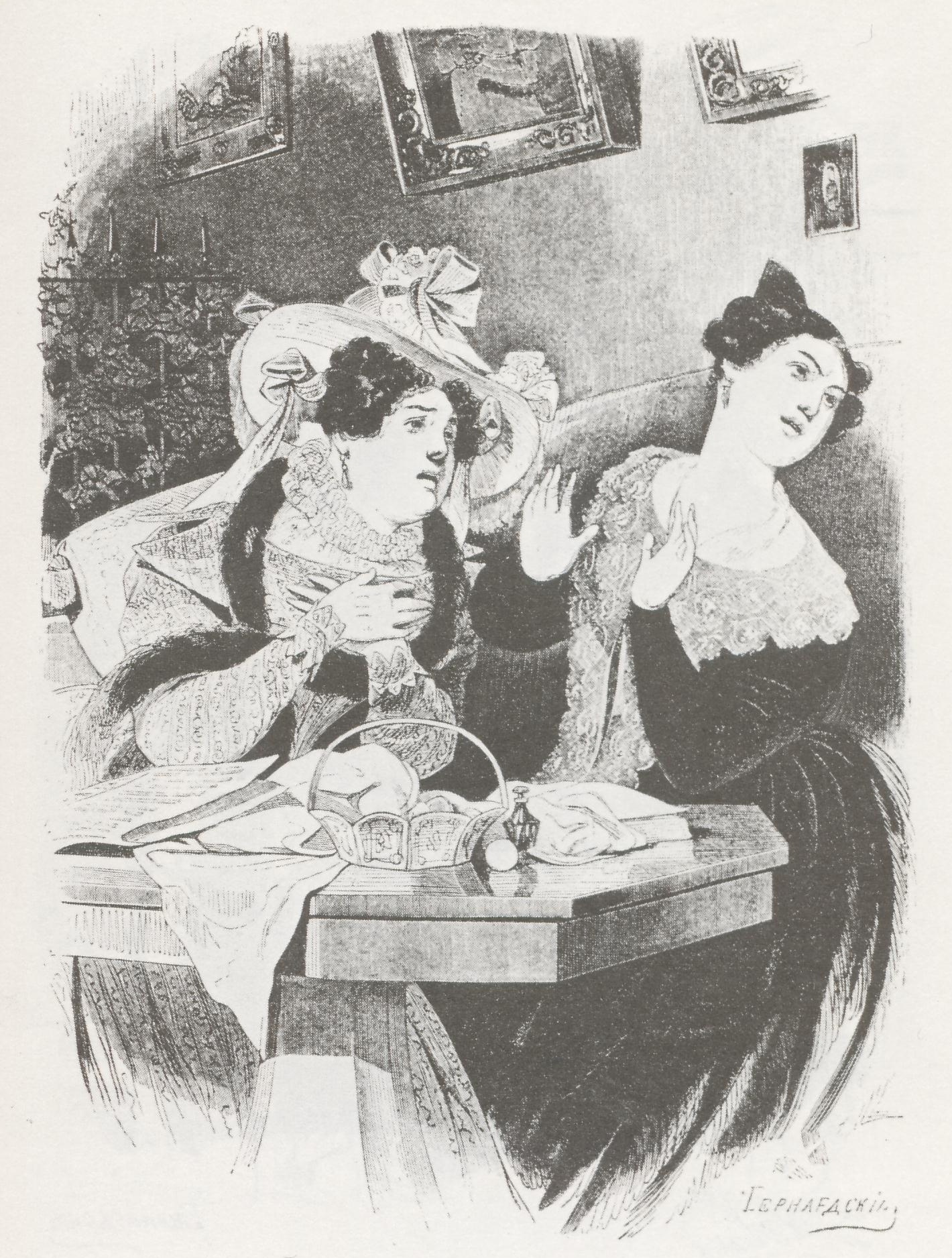
Дама просто приятная и дама, приятная во всех отношениях
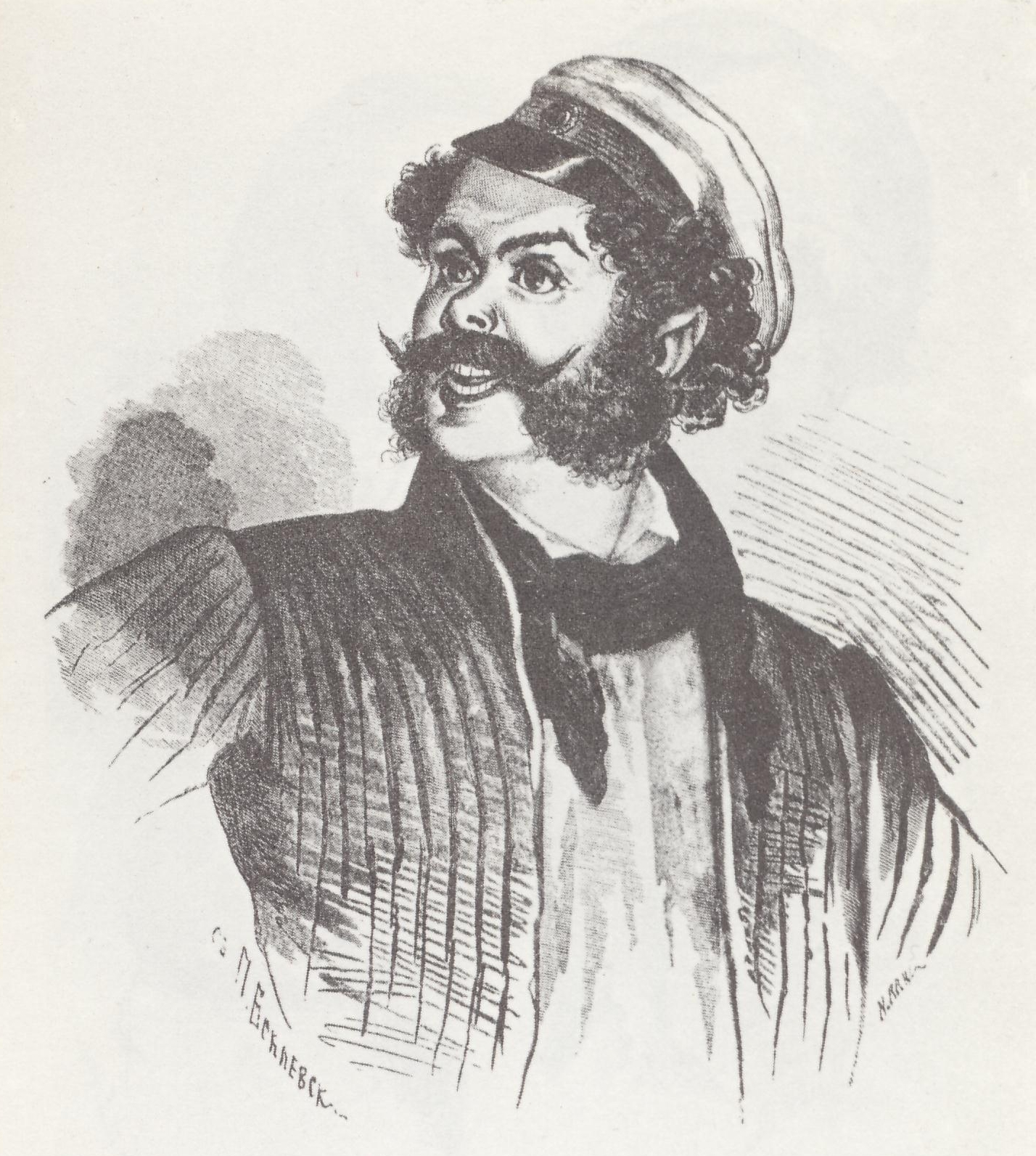
Ноздрёв П. М. Боклевского
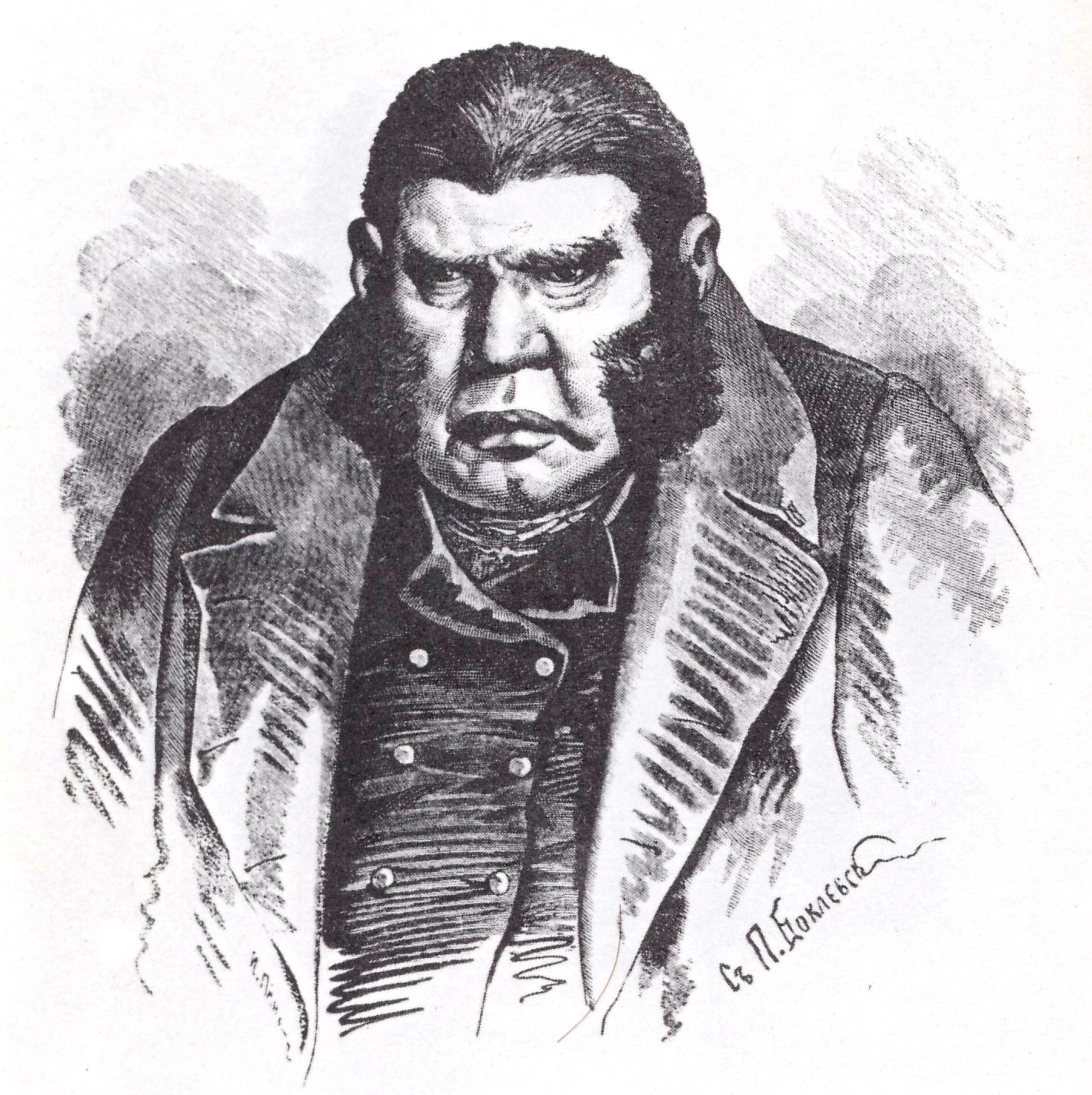
Собакевич П. М. Боклевского
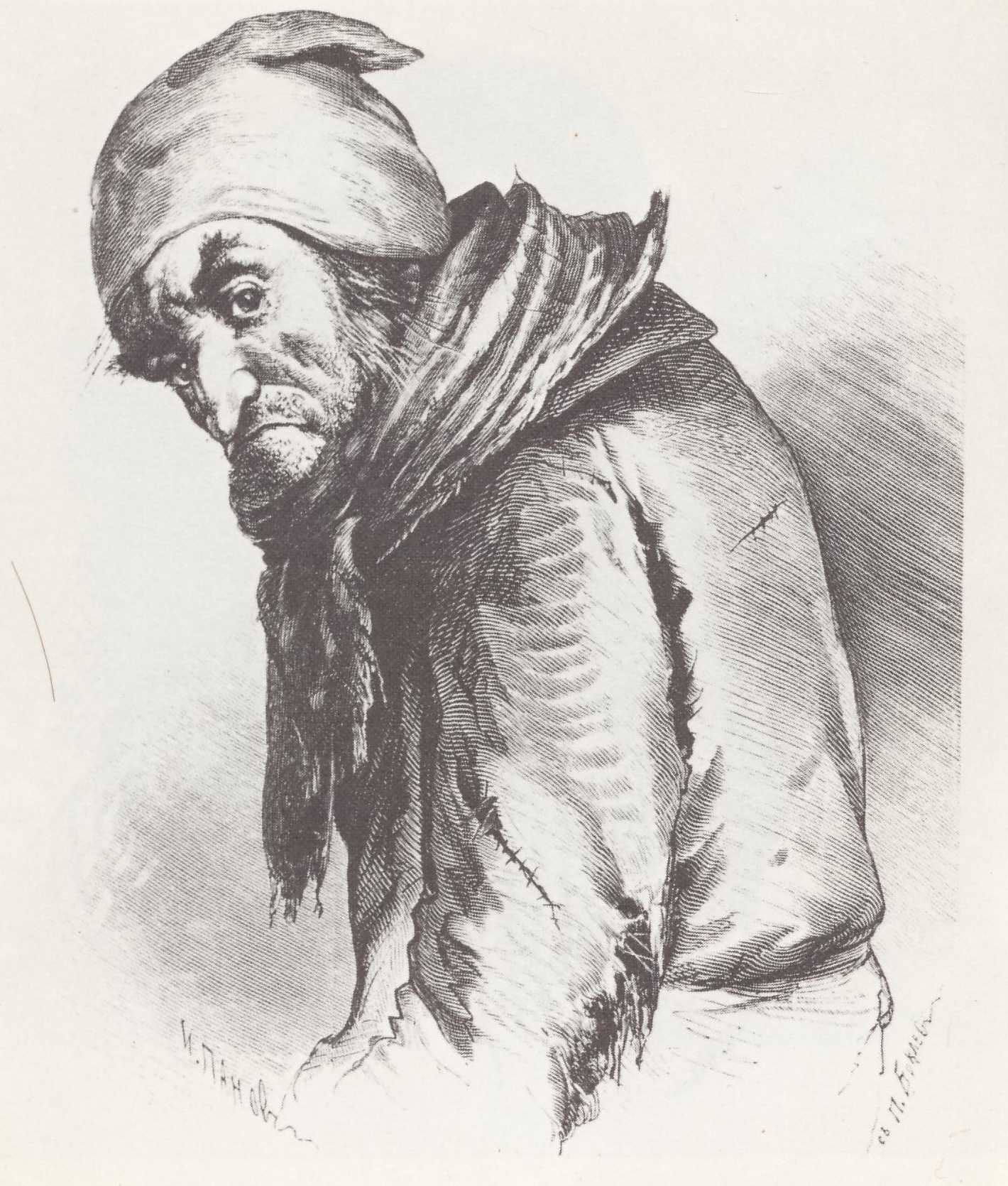
Плюшкин П. М. Боклевского
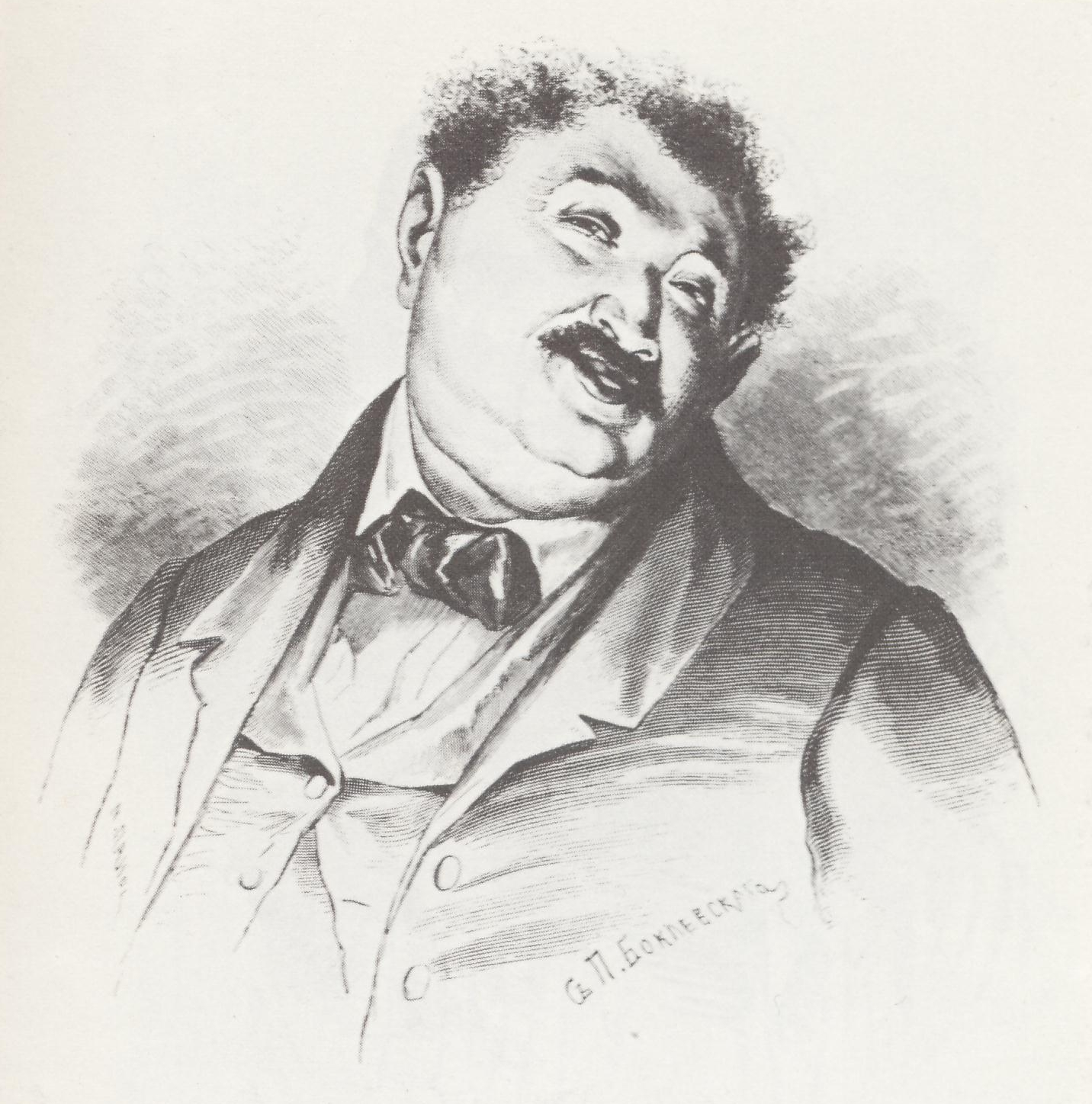
Манилов П. М. Боклевского

Những linh hồn chết được dịch ra tiếng Việt với bản dịch của Hoàng Thiếu Sơn, in hai tập năm 1965 tại Nhà xuất bản Văn học, tái bản năm 1993 với tập 1 dày 278 trang, tập 2 378 trang khổ 19 cm.

### Chuyển thể
Cuốn tiểu thuyết được chuyển thể kịch trường và điện ảnh...
Điện ảnh

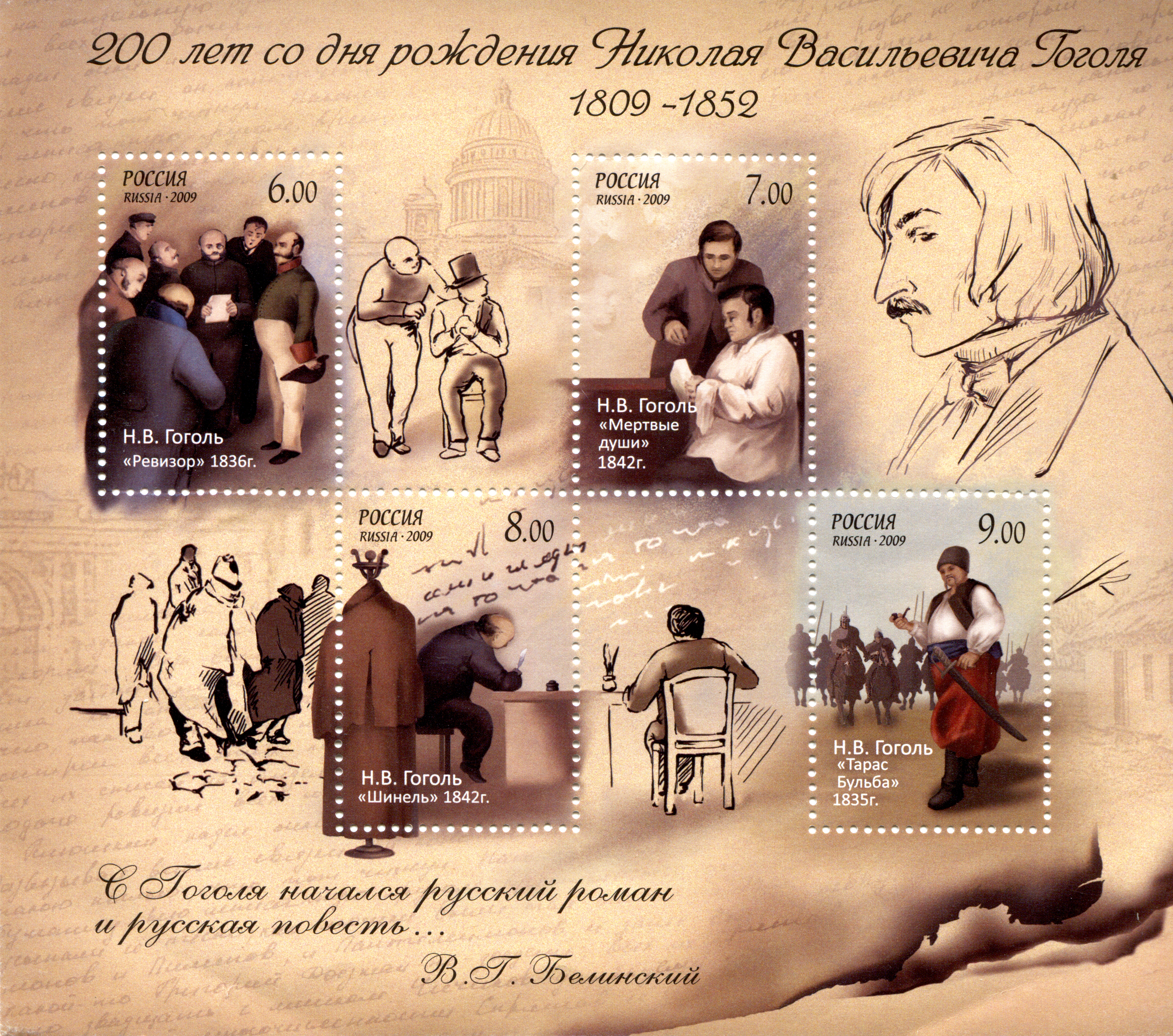
Tem kỉ niệm năm 2009.

- Năm 1909, bộ phim "Những linh hồn chết" được quay trong xưởng phim của Khanzhonkov (đạo diễn - Pyotr Chardinin).
- Năm 1960, vở kịch Những linh hồn chết được quay (đạo diễn Leonid Trauberg, trong vai Chichikov - Vladimir Belokurov); bộ phim này dựa trên kịch bản của tác phẩm, được tạo ra vào năm 1930 bởi Mikhail Bulgakov.
- Năm 1969, vở kịch "Những linh hồn chết" được quay trên kênh truyền hình Leningrad (đạo diễn - Alexander Belinsky, trong vai Chichikov - Igor Gorbachev).
- Năm 1974, hai bộ phim hoạt hình được quay tại xưởng phim Soyuzmultfilm dựa trên cốt truyện của "Những linh hồn chết": "Cuộc phiêu lưu của Chichikov. Manilov" và "Những cuộc phiêu lưu của Chichikov. Nozdryov" (đạo diễn sân khấu - Boris Step).
- Năm 1979, một buổi biểu diễn phim của Nhà hát Nghệ thuật Matxcova đã được công chiếu. M. Gorky (do V. Bogomolov đạo diễn) với V. Nevinny trong vai Chichikov.
- Năm 1984, bộ phim "Những linh hồn chết" được bấm máy (đạo diễn - Mikhail Schweitzer, trong vai Chichikov - Alexander Kalyagin).
- Năm 2005, dựa trên "Những linh hồn chết" và các tác phẩm khác của Gogol, loạt phim "Vụ án linh hồn chết" (Дело о „Мёртвых душах) (do Pavel Lungin đạo diễn, trong vai Chichikov - Konstantin Khabensky) được khởi quay.
- Năm 2019, cô được tự do đóng phim truyền hình "Gogol". Vai Manilov do Gennady Smirnov đảm nhận.

Kịch trường
Vở ca vũ kịch "Những linh hồn chết", do Rodion Shchedrin viết năm 1976, được dựng vào ngày 7 tháng 6 năm 1977 tại Nhà hát Bolshoi Moscow. Dir. - Boris Pokrovsky. Vai chính: A. Voroshilo (Chichikov), L. Avdeyeva (Korobochka), V. Piavko (Nozdrev), A. Maslennikov (Selifan). Nhạc trưởng - Yuri Temirkanov, người sau đó đã chuyển vở opera đến Nhà hát Kirov (Mariinsky) ở Leningrad. Công ty Melodiya đã phát hành một đĩa hát trên đĩa nhựa, sau đó được tái bản tại hải ngoại nhờ công ty BMG.
Các đạo diễn chuyển sang vở kịch sân khấu của Mikhail Bulgakov dựa trên tác phẩm cùng tên của Gogol (1932).

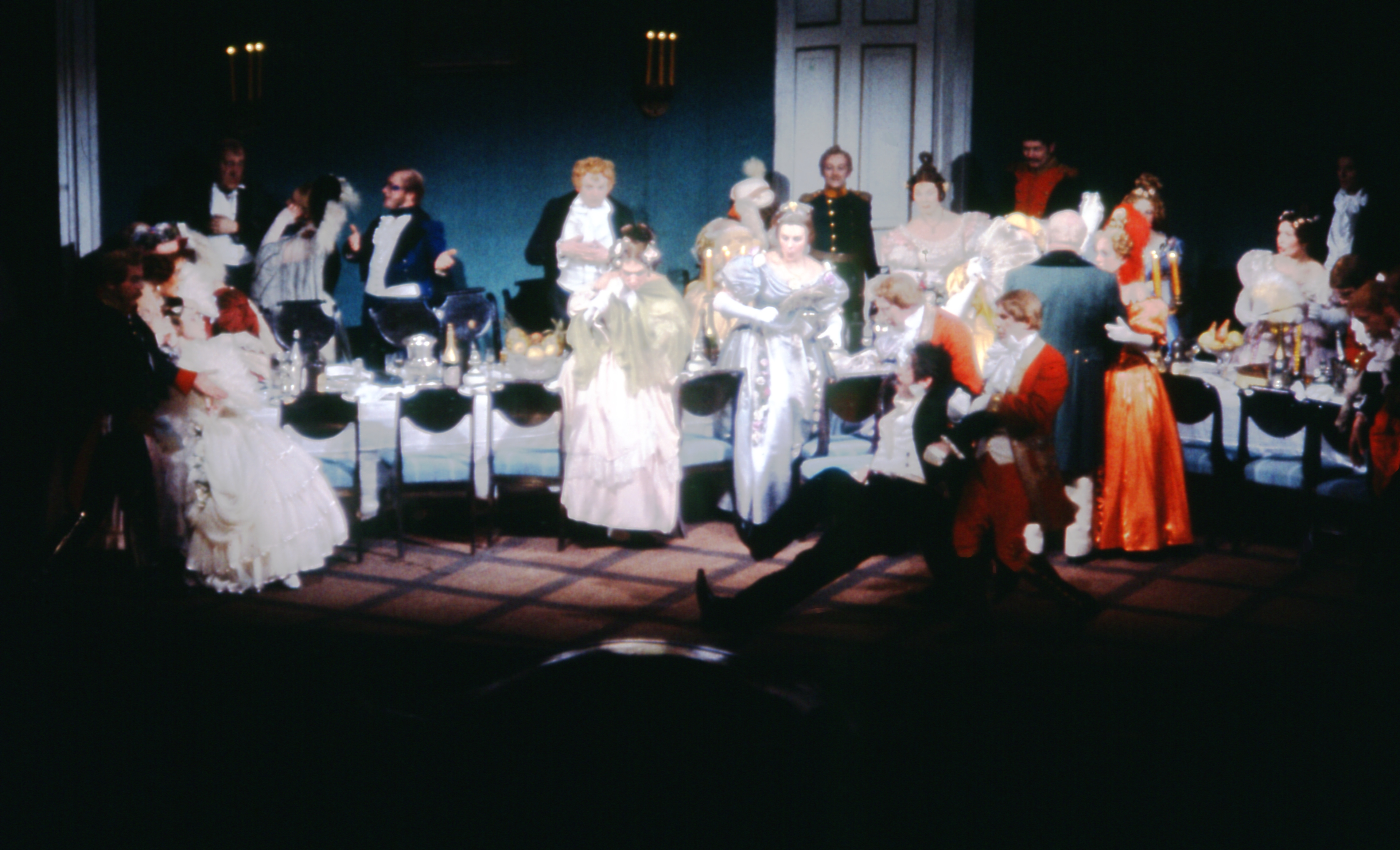
МХАТ (1964),
фото Томаса Т. Хаммонда

- 1933 - Nhà hát nghệ thuật Matxcova, "Những linh hồn chết" (dựa trên vở kịch của M. Bulgakov). Đạo diễn - V. Nemirovich-Danchenko.
- 1978 - Nhà hát kịch và hài kịch Matxcova trên Taganka, "The Revision Tale". Sản xuất - Yuri Lyubimov.
- 1979 - Nhà hát kịch Moscow trên Malaya Bronnaya, The Road. Sản xuất - A. Efros.
- 1988 - Nhà hát kịch Moscow. Stanislavsky, Solo show "Những linh hồn chết". Đạo diễn: M. Rozovsky Diễn viên: Alexander Filippenko.
- 1993 - Nhà hát St.Petersburg "Russian Entreprise" được đặt theo tên của Andrei Mironov, "Những linh hồn chết" (dựa trên các tác phẩm của M. Bulgakov và N. Gogol). Đạo diễn - Vlad Furman. Diễn viên: Sergey Russkin, Nikolay Dick, Alexey Fedkin.
- 1999  - Nhà hát Nhà nước Moscow "Lenkom", "Hoax" (dựa trên vở kịch của N. Sadur "Anh Chichikov" tưởng tượng dựa trên bài thơ "Những linh hồn chết" của N. Gogol). Sản xuất - M. Zakharova. Diễn viên: Dmitry Pevtsov, Tatiana Kravchenko, Victor Rakov.
- 2000 - "Đương thời", "Linh hồn chết". Đạo diễn - Dmitry Zhamoyda. Diễn viên: Ilya Drenov, Kirill Mazharov, Yana Romanchenko, Tatiana Koretskaya, Rashid Nezametdinov.
- 2005 - Nhà hát. Mayakovsky, "Những linh hồn chết". Đạo diễn - Sergei Artsibashev. Diễn viên: Daniil Spivakovsky, Svetlana Nemolyaeva, Alexander Lazarev, Igor Kostolevsky.
- 2005 - Nhà hát Học thuật Quốc gia được đặt theo tên của Yanka Kupala (Minsk, Cộng hòa Belarus), Chichikov. Đạo diễn - Valery Raevsky, trang phục và phong cảnh - Boris Gerlovan, nhà soạn nhạc - Victor Kopytko. Buổi biểu diễn bao gồm cả Nhân dân và Nghệ sĩ được vinh danh của Belarus, cũng như các diễn viên trẻ. Vai vợ của cảnh sát trưởng do Svetlana Zelenkovskaya thủ vai.
- 2006 - Nhà hát Moscow Studio do Oleg Tabakov đạo diễn, Phiêu lưu, sáng tác dựa trên bài thơ "Những linh hồn chết" của N. V. Gogol. Đạo diễn - Mindaugas Karbauskis. Diễn viên: Sergey Bezrukov, Oleg Tabakov, Boris Plotnikov, Dmitry Kulichkov.
- 2006 - Nhà hát Múa rối Trung ương Học thuật Nhà nước được đặt theo tên S. V. Obraztsov, "Buổi hòa nhạc cho Chichikov với một dàn nhạc". Đạo diễn: Andrey Dennikov. Diễn viên: Andrey Dennikov, Maxim Mishaev, Elena Povarova, Irina Yakovleva, Irina Osintsova, Olga Alisova, Yana Mikhailova, Alexey Pevzner, Alexander Anosov.
- 2009 - Sverdlovsk State Academic Theater of Musical Comedy, "Dead Souls". Libretto của Konstantin Rubinsky. Nhà soạn nhạc - Alexander Pantykin.
- 2010 - Nhà hát nhạc kịch bang Omsk, "Những linh hồn chết". Libretto của Olga Ivanova và Alexander Butvilovsky, các câu thơ của Sergei Plotov, nhà soạn nhạc - Alexander Zhurbin.
- 2013 - Trung tâm Gogol (Moscow, Nga). Đạo diễn - Kirill Serebrennikov.
- 2013 - Nhà hát Kolyada (Yekaterinburg, Nga), "Những linh hồn chết". Được dàn dựng và đạo diễn bởi Nikolai Kolyada. Diễn viên: Lyubov Vorozhtsova, Sergey Fedorov, Oleg Yagodin, Maxim Chopchiyan, Svetlana Kolesova, Vasilina Makovtseva, Rinat Tashimov.
- 2013 - Nhà hát dành cho trẻ em và thanh niên Omsk (Omsk, Nga), "Plyushkin thân yêu của tôi". Đạo diễn - Boris Gurevich.
- 2017 - Nhà hát Poisk (Lesosibirsk, Nga). Đạo diễn - Oleg Lipovetsky. Việc thực hiện đã nhận được 6 đề cử cho vàng Mask giải thưởng.
- 2018, tháng 2 - Nhà hát Tuổi trẻ Perm (Perm, Nga), "Những linh hồn chết". Đạo diễn sân khấu - Vladimir Gurfinkel. Tác giả của vở kịch là Ilya Gubin. Trong số các anh hùng của vở kịch có một điều tra viên từ Bộ thứ ba của Tể tướng Hoàng đế, người vắng mặt trong văn bản của bài thơ.
- 2019 - Nhà hát kịch Nhân dân-Hãng phim Artel (Podolsk, Nga), "Những cuộc phiêu lưu của Chichikov...". Giám đốc - O. Ogon'kova, thiết kế sản xuất - O. Farafonova.
- 2019, tháng 10 - "Những linh hồn chết" tại Nhà hát kịch Tyumen (Tyumen, Nga). Đạo diễn sân khấu và biên đạo múa - Irina Tkachenko, tác giả của vở kịch - Ilya Gubin, nhà soạn nhạc - Olga Shaidulina. Thể loại của buổi biểu diễn được định nghĩa là một trò hề âm nhạc. Một trong những vai trung tâm của vở kịch là vai Thống đốc do giám đốc nhà hát Sergei Osintsev đóng.

## Dịch phẩm
- 1886: Isabel Hapgood[22]
- 1916: C. J. Hogarth (sometimes printed as "D. J. Hogarth". Now in the public domain; introduction by John Cournos)[23][24]
- 1922: Constance Garnett (published by Chatto & Windus, reissued in 2007 by Kessinger Publishing; introduction by Clifford Odets)
- 1942: Bernard Guilbert Guerney Lưu trữ ngày 19 tháng 4 năm 2022 tại Wayback Machine (published by the New York Readers' Club, revised 1948, and again by Susanne Fusso in 1996). Considered to be the best English version by Vladimir Nabokov, with the qualification that no later translations had yet been released at the time of his study in 1944.[25]
- 1957: George Reavey (published by Oxford World's Classics, revised by George Gibian and reprinted in 1985 by W. W. Norton & Company as a critical edition with supplementary essays and criticism).[26]
- 1961: David Magarshack (published by Penguin Classics).[27]
- 1961: Andrew R. MacAndrew (published by The New American Library; foreword by Frank O'Connor). [cần dẫn nguồn]
- 1996: Richard Pevear and Larissa Volokhonsky (published by Pantheon Books).[28]
- 1998: Christopher English (published by Oxford World's Classics, reissued in 2009).[cần dẫn nguồn]
- 2004: Robert A. Maguire (published by Penguin Classics).[29]
- 2008: Donald Rayfield (published by Garnett Press; reissued in 2012 by New York Review Books).[30]

## Liên kết

### Tư liệu
- (tiếng Nga) Nguyên bản tiếng Nga của tác phẩm
- (tiếng Anh) Những Linh Hồn Chết tại Đề án Gutenberg (bản dịch tiếng Anh của D. J. Hogarth)
- Những linh hồn chết: Hoang đường mà hiện thực